# Liparochrus papuus
Liparochrus papuus är en skalbaggsart som beskrevs av Lansberge 1885. Liparochrus papuus ingår i släktet Liparochrus och familjen Hybosoridae. Inga underarter finns listade i Catalogue of Life.